# Fuoco a oriente
Fuoco a oriente (The North Star) è un film del 1943 diretto da Lewis Milestone.
Farley Granger è qui al suo debutto sullo schermo.
È un film atto a mostrare al pubblico Americano gli alleati russi nel pieno del conflitto bellico mondiale, sulla linea di analoghe pellicole prodotte in quegli stessi anni negli Stati Uniti: The Boy from Stalingrad (1943), Mission to Moscow (1943) e Song of Russia (1944). Nel dopoguerra, nel mutato clima della guerra fredda, queste pellicole divennero fonte di non poco imbarazzo. La Commissione per le attività antiamericane accusò il film di essere a favore dei comunisti. Il film uscì nuovamente, ridotto a 81 minuti, nel 1957, con il titolo Armored Attack e una voce fuori campo che collegava i fatti del film con la rivoluzione ungherese del 1956. In distribuzioni più recenti si è tornati alla versione precedente.

## Trama
In un villaggio ucraino, nel giugno 1941, finisce la scuola e alcuni amici decidono di fare una gita a Kiev. Vengono però attaccati da un aereo tedesco, parte della flotta nazista che sta invadendo l'Unione Sovietica. Quando poi tutto il villaggio è invaso dai nazisti e in parte poi dato alle fiamme, molti si rifugiano tra le vicine colline per fare la resistenza.
Un dottore usa brutalmente il sangue dei bambini del villaggio per rifornire i soldati feriti con trasfusioni. Alcuni per averne dato troppo, muoiono. Un medico russo, scoperto ciò, informa i partigiani che preparano un attacco a cavallo per salvare i bambini. Il medico russo accusa quello della Wehrmacht di crudeltà e quindi gli spara.

## Produzione
Il film, che fu prodotto dalla Samuel Goldwyn Company con la consulenza tecnica di Zina Voynow, venne girato da metà febbraio a fine luglio 1943.

### Musica
Nella colonna sonora sono presenti cinque pezzi di Aaron Copland con testi di Ira Gershwin. La coreografia del film fu affidata a David Lichine.
- Song of the Fatherland
- Chari Vari Rastabari
- The Younger Generation
- No Village Like Mine
- Song of the Guerrillas

## Distribuzione
Il copyright del film, richiesto dalla Crescent Productions, Inc., fu registrato il 4 novembre 1943 con il numero LP12585.
Distribuito dalla RKO Radio Pictures, il film uscì nelle sale cinematografiche USA presentato a New York il 4 novembre 1943.
In Italia fu distribuito nel 1949.

## Riconoscimenti
Il film è stato nominato per sei Oscar, senza vincerne neanche uno:
- Oscar alla migliore scenografia, a Perry Ferguson e Howard Bristol (arredamento), poi vinto da Bernadette
- Oscar alla migliore fotografia (b/n), a James Wong Howe, poi vinto da Arthur C. Miller
- Oscar alla migliore colonna sonora, a Aaron Copland, poi vinto da Alfred Newman
- Oscar alla migliore sceneggiatura originale, a Lillian Hellman, poi vinto da Norman Krasna
- Oscar al miglior sonoro, a Thomas T. Moulton, non vinto
- Oscar ai migliori effetti speciali, a Clarence Slifer, Ray Binger e Thomas T. Moulton, non vinto